# 1777 a tudományban
Az 1777. év a tudományban és a technikában.

## Díjak
- Copley-érem: John Mudge

## Születések
- április 30. - Carl Friedrich Gauss matematikus († 1855)
- augusztus 14. - Hans Christian Ørsted fizikus († 1851)

## Halálozások
- szeptember 22. - John Bartram botanikus, felfedező (* 1699)
- december 7. - Albrecht von Haller anatómus, fiziológus (* 1708)
- Johann Heinrich Lambert matematikus (* 1728)